# Untersuchungshaftanstalt Hamburg
Die Untersuchungshaftanstalt Hamburg (UHA) im Hamburger Justizvollzug, früher auch die Mutteranstalt bzw. bei den Gefangenen kurz Dammtor genannt, befindet sich an der Straße Holstenglacis. Hier werden zunächst alle festgenommenen Personen Hamburgs (mehrere tausend pro Jahr) untergebracht.
Die Untersuchungshaftanstalt dient als Untersuchungsgefängnis, Polizeigefängnis, Anstalt für Zivilhaft (beispielsweise Erzwingungshaft), Vorführungsabteilung für Gerichtsverhandlungen und Transportabteilung. Außerdem verfügt sie über ein Vollzugskrankenhaus (Zentralkrankenhaus-ZKH). Zwischen dem Gebäude und dem Strafjustizgebäude gibt es unterirdische Verbindungsgänge.
Die UHA hat (Stand Ende 2018) 482 Haftplätze und 47 Betten im Zentralkrankenhaus. Insgesamt gibt es in der Anstalt ca. 400 Arbeitsplätze.

## Geschichte
Die Untersuchungshaftanstalt wurde in den Jahren 1877–1881 erbaut. Die panoptische Bauweise, welche u. a. auch in der Justizvollzugsanstalt Fuhlsbüttel angewandt wurde, erlaubte einen Blick in alle Flügel des damaligen Gebäudes. Zunächst wurden ausschließlich Einzelhaftplätze eingerichtet.
1927–1929 erfolgte eine Erweiterung durch Fritz Schumacher, die u. a. den Auf- und Umbau des Torbaus am Holstenglacis, einen Wirtschaftsflügel an der Straße Bei den Kirchhöfen, ein Frauengefängnis sowie Anbauten für die Verwaltung und die Aufstockung des Mittelbaus für Gemeinschaftszellen umfasste. Insgesamt wurden bis zum Jahr 1930 das Aufnahmehaus (Haus A), die Frauenabteilung der UHA sowie ein weiterer Flügel mit Haftplätzen fertiggestellt. In diesem befinden sich keine Einzelhafträume, sondern Säle für bis zu acht Gefangene. Der Verwaltungsflügel der UHA wurde im selben Zeitraum fertiggestellt. Hier gibt es keine Hafträume.

## Zentrale Hinrichtungsstätte

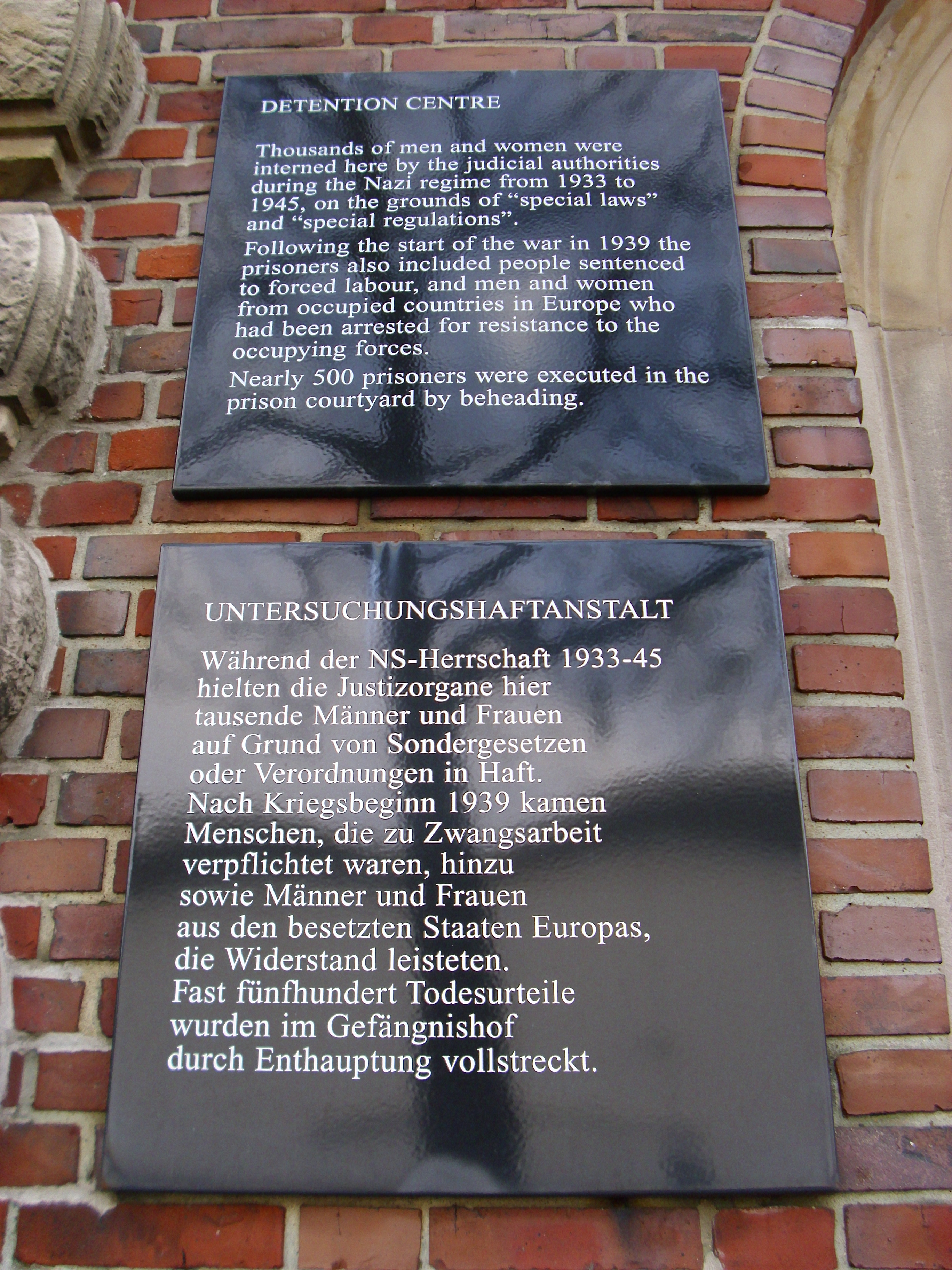
Gedenktafel an der Untersuchungshaftanstalt Hamburg für die Opfer der Zeit von 1933–1945

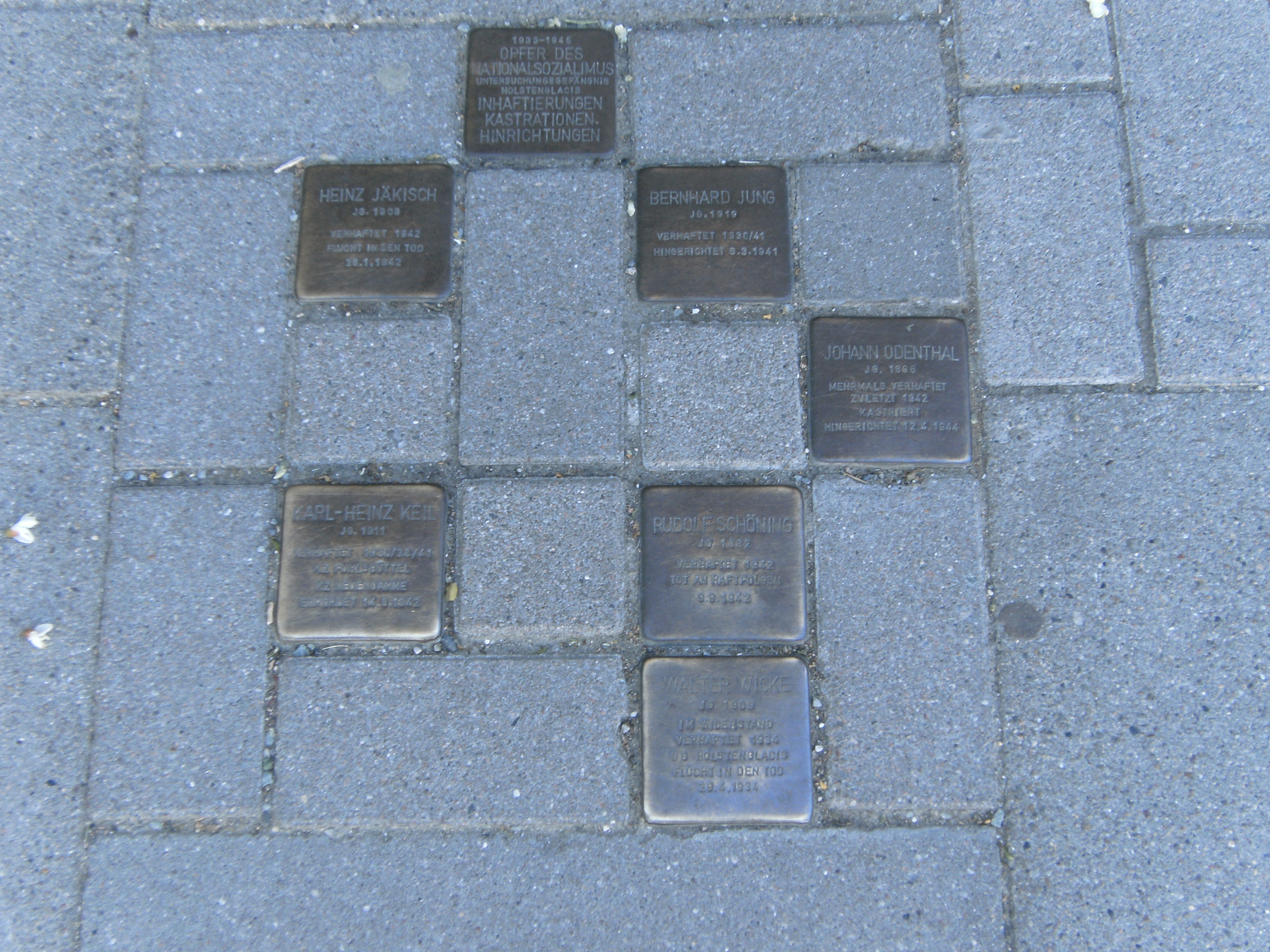
Hamburg, Untersuchungsgefängnis, Stolpersteine für die hier hingerichteten Opfer

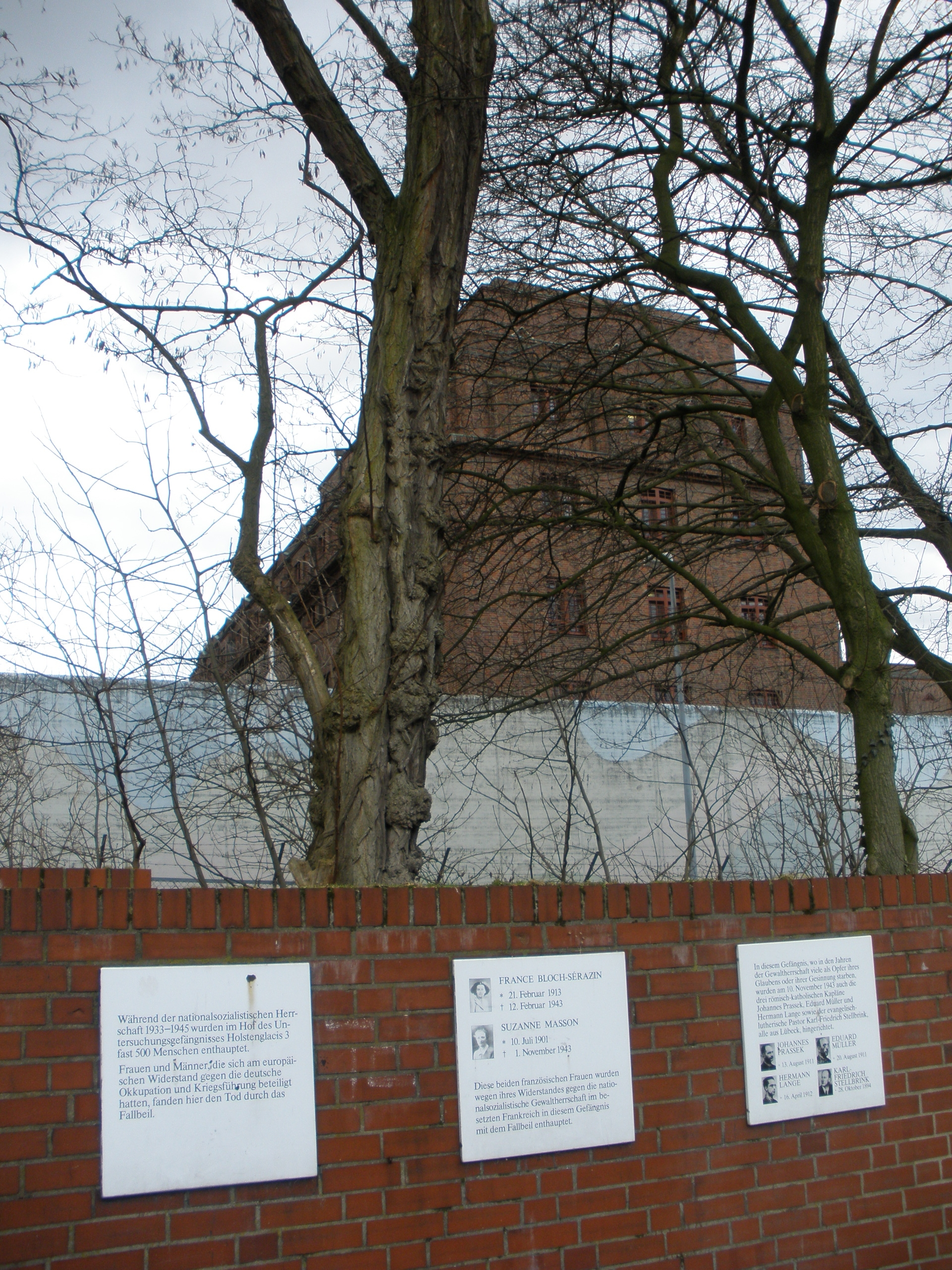
Gedenktafeln an der rückwärtigen Mauer in den Wallanlagen

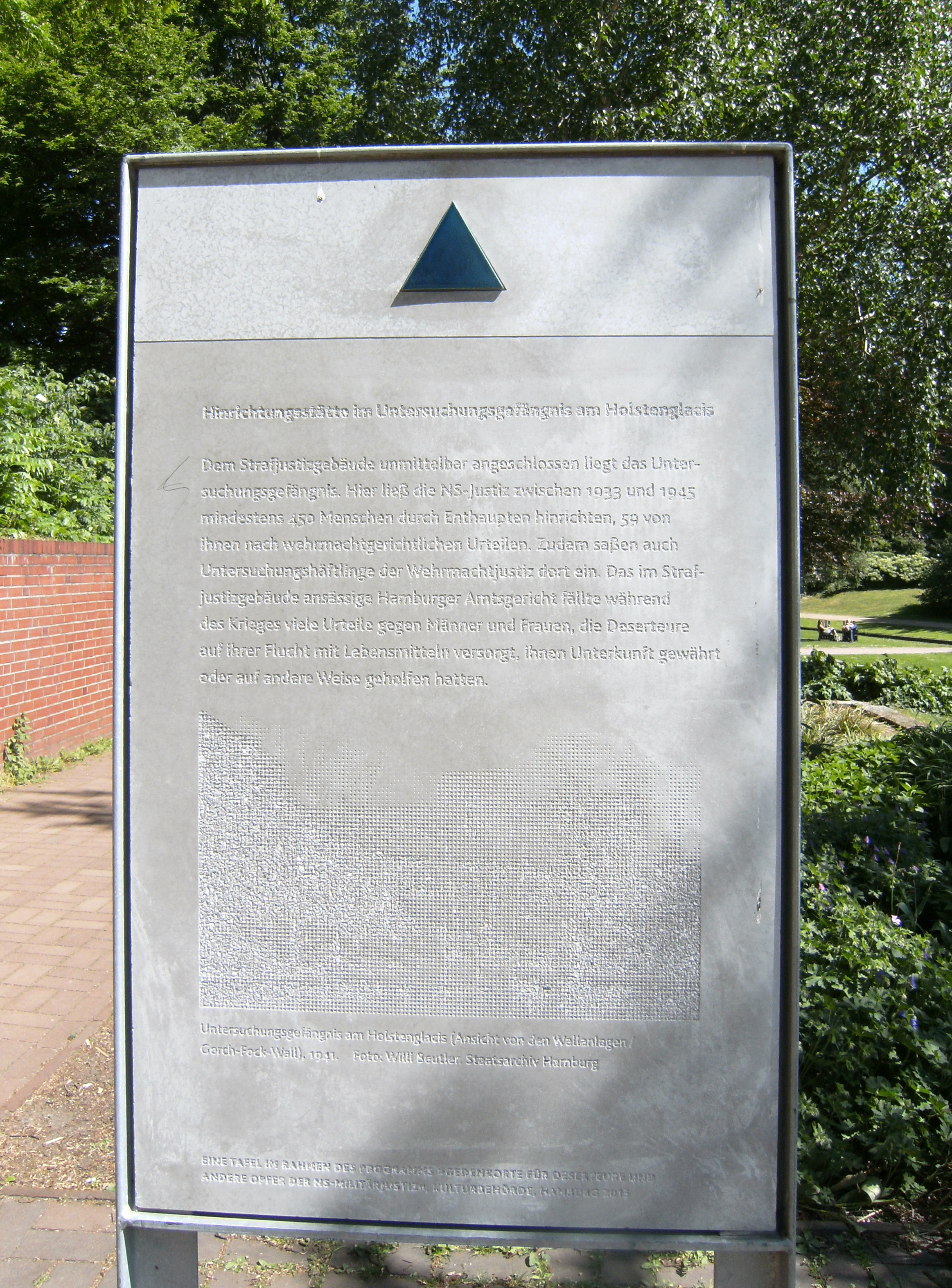
Gedenktafel, Wallanlagen, für die in der Untersuchungshaftanstalt Hamburg hingerichteten Deserteure des Zweiten Weltkriegs

Am 28. Dezember 1936 legte das Reichsjustizministerium fest, dass Hinrichtungen im Reichsgebiet in 11 ausgewählten Strafvollzugsanstalten mit dem Fallbeil (Guillotine) zu vollziehen seien. Die Untersuchungshaftanstalt Hamburg-Stadt wurde bis 1944 zu einem Standort der „zentralen Hinrichtungsstätte für den Vollstreckungsbezirk V“ bestimmt und 1938 mit einem Hinrichtungstrakt und einem neuen, in Berlin-Tegel hergestellten, dauerhaft aufgestellten Fallbeil ausgestattet. Bis 1944 wurden auf dem Hof und im Desinfektionsraum der UHA 468 Hinrichtungen vollstreckt. Zu den bekanntesten Opfern zählen die sogenannten Lübecker Märtyrer, die drei katholischen Priester Johannes Prassek, Eduard Müller und Hermann Lange sowie der evangelische Pastor Karl Friedrich Stellbrink, die am 10. November 1943 enthauptet wurden. Neben dem Eingang zur Haftanstalt am Holstenglacis und auch an der Rückseite des Geländes, an einer Mauer in den Kleinen Wallanlagen, erinnern Gedenktafeln und Stolpersteine an die Opfer, zum einen allgemein und im Speziellen an die Lübecker Märtyrer sowie an Suzanne Masson und France Bloch-Sérazin, zwei Frauen aus der französischen Résistance, die ebenfalls 1943 dort hingerichtet wurden. Am 15. Dezember 1944 fanden die letzten drei Hinrichtungen im Untersuchungsgefängnis statt. Danach wurde die Guillotine in die Strafanstalt Bützow-Dreibergen gebracht; sie war dort bis zum Kriegsende im Einsatz.

## Nach dem Zweiten Weltkrieg
Nach dem Zweiten Weltkrieg wurde die Anstalt weiterhin als Straf- und Hinrichtungsstätte genutzt. So ließ die britische Besatzungsmacht vom 14. Dezember 1945 bis zum 9. Mai 1949 15 Männer unter anderem wegen Mord, Waffenbesitz und Kriegsverbrechen hinrichten. In den 1950er, 1960er, 1990er und den 2000er Jahren wurden in der Untersuchungshaftanstalt diverse Umbaumaßnahmen und Sanierungen durchgeführt, u. a. wurde das Zentralkrankenhaus der Freien und Hansestadt Hamburg erbaut. Danach erfolgte in einzelnen Bauabschnitten eine Sanierung der bisher noch unsanierten Flügel der UHA. Hierdurch wurde die Qualität der Unterbringung verbessert und dennoch der Stil dieser Anstalt bewahrt.
Der A-Flügel der Anstalt ist nach einer umfangreichen Kernsanierung seit dem 1. Oktober 2009 wieder im Betrieb.
Mitte 2018 wurde der komplett sanierte B-Flügel in Betrieb genommen, somit sind alle Bereiche der Anstalt wenigstens einmal saniert worden. Hafträume ohne Stromanschluss sind somit Geschichte in der UHA-Hamburg.

## Sachliche Zuständigkeit
Die Untersuchungshaftanstalt ist im Bezirk des Hanseatischen Oberlandesgerichtes für den Vollzug der Untersuchungshaft der erwachsenen männlichen und aller weiblichen Untersuchungshaftgefangenen zuständig. Die minderjährigen männlichen Untersuchungshaftgefangenen werden in die JVA Hahnöfersand verlegt.

## Polizeihaft
Anders als in anderen Bundesländern werden in Hamburg alle vorläufig Festgenommenen bis zur Anhörung durch den Haftrichter ebenfalls in der Untersuchungshaftanstalt untergebracht. Dies ist in der Bundesrepublik einmalig, da die Polizei ihre Gefangenen bereits vor Erlass eines Haftbefehles an den Justizvollzug übergibt.

## Zentralkrankenhaus
Im Zentralkrankenhaus („ZKH“) arbeiten Ärzte, Krankenpflegepersonal sowie weitere Bedienstete. Dem ZKH möglichen chirurgischen/zahnärztlichen Eingriffe werden hier vorgenommen; es gibt u. a. eine Röntgenabteilung, Monitoring-möglichkeiten wie EKG, EEG sowie die Möglichkeiten verschiedener Untersuchungen, wie z. B. die der Gastroskopie. Außerdem gibt es fachärztliche Konsiliardienste. Gefangene aus Hamburg, aus Schleswig-Holstein und aus Niedersachsen werden hier ambulant und stationär medizinisch versorgt.
Für Behandlungen, die die gefängnisinternen Möglichkeiten im ZKH überschreiten, müssen Inhaftierte ggf. durch externe medizinische Einrichtungen versorgt werden.